# دوريس بوكانان سميث
دوريس بوكانان سميث (بالإنجليزية: Doris Buchanan Smith)‏‏ (1 يونيو 1934 في واشنطن - 8 أغسطس 2002 في جاكسونفيل، فلوريدا) كاتِبة، وروائية، وكاتبة للأطفال من الولايات المتحدة.